# Dalsgrenda
Dalsgrenda (auch bekannt als Dalselv) ist ein Ort in der norwegischen Kommune Rana in der Provinz (Fylke) Nordland. Dalsgrenda liegt südwestlich der Stadt Mo i Rana.

## Geografie
Dalsgrenda liegt rund zehn Kilometer südwestlich der Stadt Mo i Rana an der Küste des Fjords Ranfjorden. Im Ort mündet die aus dem Osten durch das Tal Dalselvdalen auf Dalsgrenda zufließende Dalselva in den Fjord. Etwas südlich des Orts liegt die Erhebung Ramnskardtinden, die eine Höhe von rund 992 moh. erreicht.

## Verkehr
Die Bahnstrecke Nordlandsbanen führt durch Dalsgrenda. Sie hat einen Bahnhof in Mo i Rana. Weitgehend parallel zur Nordlandsbanen verläuft die Europastraße 6 (E6) an der Fjordküste entlang.

## Söhne und Töchter des Ortes
- Hal Nerdal (1927–2023), Nordischer Kombinierer